# Héðinsstaðaás
Héðinsstaðaás är en ås i republiken Island. Den ligger i regionen Norðurland eystra, 400 km nordost om huvudstaden Reykjavík.